# Бузьке (Миколаївський район)
Бу́зьке (до 1946 року — хутір Боброва) — село в Україні, у Сухоєланецькій сільській громаді Миколаївського району Миколаївської області. Населення становить 1529 осіб.
Розташоване за 30 км на північний схід від міста Нова Одеса і за 60 км від залізничної станції Баловне.

## Історія
Село засноване в кінці XIX століття. В січні 1918 року встановлена радянська влада. У 1921 році були створені партійний і комсомольський осередки. У 1931 році утворений радгосп «Бузький».
286 місцевих жителів воювали на фронтах німецько-радянської війни, 62 з них загинули, 257 — удостоєні орденів і медалей.

### Повоєнний період
Станом на 1970 рік в селі мешкало 1 741 чоловік. Тут була розміщена центральна садиба радгоспу «Бузький», за яким було закріплено 10 526 га сільськогосподарських угідь, у тому числі 9 392 га орних земель, 1 087 га були під пасовиськами, 150 га займали сади і виноградники. Господарство спеціалізувалося на виробництві свинини, вирощувало зернові і технічні культури (провідними з них були соняшник і рицина). Працювала пилорама.
За успіхи, досягнуті в сільськогосподаському виробництві, багато передовиків були удостоєні урядових нагород, у тому числі орденів Леніна та Трудового Червоного Прапора — доярка В. А. Ткаченко, ордена Леніна — механізатори М. М. Пісковець та І. Ф. Свінцицький, керуючий відділенням радгоспу І. І. Гриневич, кукурудзівник О. С. Осадченко, трьох орденів Трудового Червоного Прапора і ордена «Знак Пошани» — директор радгоспу А. М. Тютюнник, ордена Жовтневої Революції — бригадир рільничої бригади В. М. Лазюта.
На той час в селі діяла середня школа, де працюювали 32 вчителі, що навчали 300 учнів. Діяли дільнична лікарня на 35 ліжок з фізіотерапевтичним, стоматологічним та пологовим відділеннями (14 медпрацівників, у тому числі 3 лікаря), дитячий садок на 90 місць, будинок культури із залом на 400 місць, дві бібліотеки з книжковим фондом 18,1 тисяч екземплярів. У побутовій сфері працювали торговий комплекс з двома торговими залами, кафе, будинок побуту, готель, відділення зв'язку, АТС на 100 номерів, ощадна каса. Вже тоді село було газифіковане, був проведений водопровід протяжністю 28 км. З 1968 року в селі видавалася багатотиражна газета «Радгоспні вісті».

## Населення
Згідно з переписом УРСР 1989 року чисельність наявного населення села становила 1676 осіб, з яких 779 чоловіків та 897 жінок.
За переписом населення України 2001 року в селі мешкало 1506 осіб.

### Мова
Розподіл населення за рідною мовою за даними перепису 2001 року:
| Мова       | Відсоток |
| ---------- | -------- |
| українська | 91,82 %  |
| російська  | 5,49 %   |
| молдовська | 1,96 %   |
| білоруська | 0,26 %   |
| інші       | 0,47 %   |

## Археологічні знахідки
Поблизу села знайдено кам'яне знаряддя праці доби бронзи (II тисячоліття до н. е.).

## Пам'ятники
- у 1957 році в сільському парку встановлено пам'ятник В. І. Леніну. Повалений за часів незалежності.
- У 1965 році в селі відкрито пам'ятник 24 радянським воїнам, що загинули при відвоюванні села.

## Люди
В селі довгий час мешкав повний кавалер ордена Слави Петро Федорович Воїн.